# Agapetus annulicornis
Agapetus annulicornis är en nattsländeart som beskrevs av Matsumura 1931. Agapetus annulicornis ingår i släktet Agapetus och familjen stenhusnattsländor. Inga underarter finns listade i Catalogue of Life.